# 厳念寺
厳念寺（ごんねんじ）は、東京都台東区にある真宗大谷派の寺院。

## 歴史
1253年（建長5年）、遊琳法印によって開山された。元々は武蔵国足立郡槙村に位置しており、「護念寺」という名称の真言宗の寺院であった。その後、遊琳法印は覚如に感化され「覚了」と名乗り、浄土真宗に改宗した。寺院も浄土真宗となった。
その後の戦乱で各地を転々とし、江戸時代初期に武蔵国豊島郡鳥越村（現・台東区南部）に移転した。その際に「厳念寺」に改称した。1827年（文政12年）に現在地に移転した。
大火や震災などで堂宇を焼失しているので、当寺の由来を記した文書は残っていない。ただ『御府内備考』の記述により、ある程度の由来は判明している。

## 交通アクセス
- 蔵前駅より徒歩約4分（経路案内）。
- 新御徒町駅より徒歩約7分（経路案内）。